# Тычок (шашечный дебют)
Тычо́к — дебют в русских шашках. Табия дебюта получается после ходов 1.cb4 fe5 2.bc5 с перебоем d:b4 3.a:c5 b:d4 4.e:c5 или b:d4  3. e:c5 d:b4 4.a:c5, и белые ставят тычок (шашку на с5 при отсутствии чёрной на а5, если она есть, то это — коловая шашка [кол]).
Игра идёт в борьбе за чёрную шашку e5. Как отмечает гроссмейстер Григорий Ветрогон:
 не каждый шашист, игравший черными, проявит хладнокровие в этом дебюте. Большинство шашистов пытаются использовать слабость тычка при наличии шашки на e5, то есть стараются превратить чисто гипотетическое преимущество в подавляющий перевес. Но, как известно, прямолинейная игра на победу часто оборачивается собственным поражением. Вот именно на таких слабонервных и рассчитан данный дебют.
Для дебюта характерны три системы игры черных: I.4…cb6, II.4…ef6 и III. 4…gh4. Может перейти в дебютную схему Жертва Кукуева после 4… ef4.5.g:e5 cb6 (стандартный розыгрыш гамбита: 1.cb4 fg5 2.bc5 bd4 3.ec5 db4 4.ac5 gf4 5.ge5 cb6, также после 1.cd4 fg5. 2.dc5 bd4. 3.e:c5 d:b4 4.a:c5 gf4. 5.g:e5 cb6). После 4…gf6 белые ходом 5.gh4 могут перевести игру варианту из дебюта
«Обратная игра Бодянского».